# Jitex
Jitex byl významný textilní podnik ve 2. polovině 20. století. Československý stát investoval během 40 let více než půl miliardy korun do výstavby a provozu podniku, který se stal vzorným příkladem pro zprůmyslňování hospodářsky slabých regionů. Na vrcholu své existence koncem 80. let byl Jitex se 4200 zaměstnanci a s ročními tržbami přes miliardu korun největším výrobcem pleteného prádla s nejrozsáhlejším sortimentem českých oděvních pletenin.

## Jitex do roku 1989

### Záměry, vedení a výsledky podnikání
Jitex byl založen v roce 1949 v Písku za účelem zprůmyslnění ekonomicky slabého regionu, vybudován a trvale podporován státními orgány se záměrem dokázat na jeho existenci výhody vládnoucího politického systému.
V prvních letech byl v Písku (na „zelené louce“) postaven přístupňový provoz pletárny, barevny a konfekce s cca 2000 zaměstnanci. K podniku byly během 50. let připojeny konfekční závody (stříhárny a šicí dílny) na sedmi místech kolem Písku v okruhu asi 30 km.
Zároveň se vznikem podniku byla zřízena základní organizace KSČ, ROH a jednotka Lidových milic. 
Ředitele podniku stanovilo ministerstvo lehkého průmyslu, které určovalo také konkrétní úkoly pro výrobu pletenin.
Závodní výbor KSČ spolurozhodoval např. o personálních a organizačních změnách. 
Přebytky z tržeb odváděl podnik státu. Údaje o výsledcích hospodaření a o výši investic v Jitexu byly sporadicky publikovány teprve od konce 50. let. Např. v roce 1958 bylo vyrobeno 11 milionů kusů úpletů, z toho asi 10 % na export. 
V roce 1961 byla uvedena do provozu přádelna (v nové pětipodlažní budově), takže se z Jitexu stal čtyřstupňový pletařský kombinát. V podniku bylo potom zaměstnáno až 4200 lidí (z toho více než polovina v pobočných závodech), výrobní kapacita dosáhla přes 2600 tun bavlnářských a vigoňových přízí a více než 20 milionů kusů prádla a svrchních oděvů ze zátažných i osnovních pletenin. Např. v roce 1979 byly zaznamenány tržby 906 milionů Kčs (z toho 106 milionů z exportu) se 126 miliony Kčs zisku. Průměrný měsíční výdělek obnášel 2234 Kčs. 
V 60. letech byla rozšířena barevna a teplárna a zakoupeny nové stroje pro stávkárnu. 
V letech 1975–1985 byly realizovány investice do modernizace výrobního zařízení za 160 milionů Kčs, z toho 37 milionů v přádelně, 33 miliony v pletárně, 43 miliony v barevně a úpravně, a 53 miliony v konfekcích. V roce 1980 byla v Písku dokončena stavba dvouposchoďové pletárny za 89 milionů Kčs a nové konfekce v Bechyni.
V roce 1987 se změnilo označení, resp. přívlastek z národního na státní podnik. Znamenalo to mimo jiné, že Jitex musel odvádět státu ze zisku asi 80 % (namísto dřívějších 100 %). Za rok 1990 vykázal podnik při 1,1 miliardě tržeb (16 % export) asi 170 milionů Kčs zisku.

### Výrobní technologie

#### Výroba příze
Přádelna byla původně rozmístěna ve čtyřech etážích nové budovy (3 etáže bavlna, 1 etáž vigoň), poslední operace na každé etáži bylo soukání příze na křížové cívky. Z celkové roční výroby 2300 tun byly z asi 65 % mykané (směs bavlna/viskóza), 23 % česaná bavlna (od roku 1967) a 12 % vigoň (směs bavlněných odpadů s viskózovou stříží). Většina strojů byla československé výroby, jen menší část pocházela z bývalé NDR a ze Sovětského svazu.
Od roku 1987 se asi polovina mykaných přízí vyráběla na rotorových strojích československé produkce. Koncem 80. let bylo nahrazeno dávno zastaralé zařízení v čistírně, mykárně a soukárně moderními stroji, v česárně byla instalována špičková švýcarská technika s roční kapacitou 1000 tun příze.

#### Pletárna
Na místě původní přízemní haly s pěti dílnami byla v roce 1980 postavena (za 89 milionů Kčs) dvouposchoďová budova, ve které bylo umístěno
- v 1. poschodí asi 209 okrouhlých strojů s průměry 61 až 102 cm, roztečí jehel 0,9-1,4 mm, se 4 až 96 systémy a 14 plochých strojů s pracovní šířkou 183 cm.

Z přízí z vlastní přádelny se na okrouhlých strojích vyráběl velmi rozsáhlý sortiment zejména jako
hladké, výplňkové, interlokové, podkládané pleteniny, plyše, žakárové vzory, froté aj. Na plochých strojích se vyráběly pleteniny na límce košil.
- ve 2. poschodí bylo 10 snovadel (5 x s šířkou 38 cm a 5 x se 114 cm) a 128 osnovních stávků s šířkou 213 cm a jehelní roztečí 0,9 mm. Osnovní pleteniny se vyráběly z viskózových a polyamidových filamentů zejména jako šarmé, satén a s lisovaným vzorem.[5]

Denní výroba pletárny dosahovala až 20 tun.

#### Barevna a úpravna
Barevna pracovala na rozdíl od ostatních provozů na tři směny. Pleteniny se připravovaly praním a fixováním (na napínacím rámu), vlastní barvení se provádělo na hašpli nebo na tlakových aparátech (soft stream pro lehké pleteniny, eco soft pro postřihovaný plyš) s následným sušením.
K úpravně kusového zboží patřilo postřihování a počesávání. ( Potiskování a vyšívání se provádělo na ušitých úpletech v konfekčních provozech).

#### Konfekce
Se strojním stříháním a šitím úpletů bylo zaměstnáno více než 2000 lidí v Písku a v 7 pobočných závodech. Od začátku existence patřili k Jitexu závody v Bechyni a v Rožmitále, postupně byly připojeny závody Týn nad Vltavou, Horažďovice(1951), Vodňany (1953 a v roce 1964 Milevsko a Mirovice. V roce 1978 byla v Horažďovicích a 1980 v Bechyni pro konfekci postavena nová budova.
Jednotlivé závody se většinou specializovaly na výrobu a případnou úpravu (např. potiskováním, vyšíváním) určitých druhů úpletů, např. spodní prádlo, polokošile, pulovry, tepláky atd. 

#### Technologická příprava výroby
Výrobní program Jitexu obsahoval až 3000 druhů hotových úpletů, ze kterých se asi desetina ročně vyměňovala za nové produkty. Asi 300 zaměstnanců se zabývalo vývojem pletenin z nových vzorů a materiálů, formami a úpravou nových druhů úpletů i jejich zavedením do výroby.

### Mimovýrobní aktivity
Hlavním odběratelem zboží Jitexu byl státní velkoobchod, asi 10 % výrobků přebíral Centrotex k vývozu, především do Sovětského svazu. 
Oborové ředitelství pletařského průmyslu zřídilo v roce 1968 v Písku velmi úspěšnou maloobchodní prodejnu PPP, kterou Jitex (spolu s dalšími československými pletárnami) zásoboval hlavně exkluzivními výrobky. 
Podnik udržoval ve všech výrobních provozech závodní jídelny, v Písku zřídil dětské jesle, nechal postavit budovu závodního klubu, udržoval dvě ubytovny pro rekreaci svých zaměstnanců.
K nevýrobním úkolům patřila funkce "výkladní skříně" s ukázkami vzorného podniku. V té souvislosti byly k návštěvě píseckého závodu přiváděny četné významné osobnosti, delegace ze spřátelených států a organizací i interesovaní odborníci. K nejznámějším patřili: Brežněv (1961), Zápotocký (1950), Novotný (1961), Husák (1987), Těreškovová (1973), Remek, Čáslavská a mnoho jiných.

## Jitex po roce 1989
Po politickém převratu v roce 1989 byl zakrátko jmenován ministerstvem průmyslu nový ředitel a 3 členové dozorčí rady, další 3 členové byli zvoleni zaměstnanci Jitexu. Zároveň byly zrušeny odbočky politických organizací bývalého režimu.
V roce 1994 byl podnik privatizován, na založené akciové společnosti Jitex se základním kapitálem 730 milionů Kčs získala 41 % podílu investiční společnost Pyrr a 31 % Českomoravský úvěrový spolek.
Státní velkoobchod, největší dosavadní odběratel výrobků Jitexu se rozpadl, částečně ho nahradily zakázky obchodních domů a jen pozvolna se rozvíjel obchod se západoevropskými zákazníky. V prvních letech po privatizaci, dokud nepokročila globalizace, rostl počet exportních zakázek, Jitex vykazoval např. v roce 1995 tržby za 1,1 miliardy Kčs a zisk 16 milionů Kčs. Po liberalizaci mezinárodního obchodu se rok od roku zvětšoval počet výrobků, které nabízeli především asijské textilky levněji než je mohl vyrobit Jitex. Finanční situace podniku se soustavně zhoršovala, navíc způsobila v roce 2002 povodeň škody na firemním majetku v Písku ve výši 360 milionů Kčs.
Po konkurzu společnosti Pyrr v roce 2002 převzali její podíl na a.s. Jitex (za 20 milionů korun) 4 manažeři Jitexu sdruženi do akciové společnosti KNIT. 
V roce 2003 zaznamenal Jitex s 1332 zaměstnanci obrat 600 milionů Kčs. V dalších letech byly negativní výsledky hospodaření kompenzovány snižováním základního kapitálu z původních 730 milionů Kčs : v roce 2004 – snížení o 219 milionů, (v roce 2005 se společnost KNIT stala hlavním akcionářem), v roce 2006 – snížení na 110 milionů, v roce 2013 – snížení na 22 milionů Kč
Od roku 2010 se akciová společnost Jitex zabývá jen správou majetku společnosti, která spočívá v tom, že v budovách bývalé továrny pronajímá prostory k podnikání asi 50 malým firmám. V roce 2018 vykázala společnost se 37 zaměstnanci obchodní obrat 68 milionů Kč. 
Téměř celé výrobní zařízení pletařského kombinátu bylo rozprodáno, jen s nepatrnou částí provozuje firma Jitex Comfort výrobu prádla, oblečení pro volný čas a funkčních oděvů. V roce 2018 vykázala s 86 zaměstnanci asi 55 milionů obchodního obratu.

## Galerie

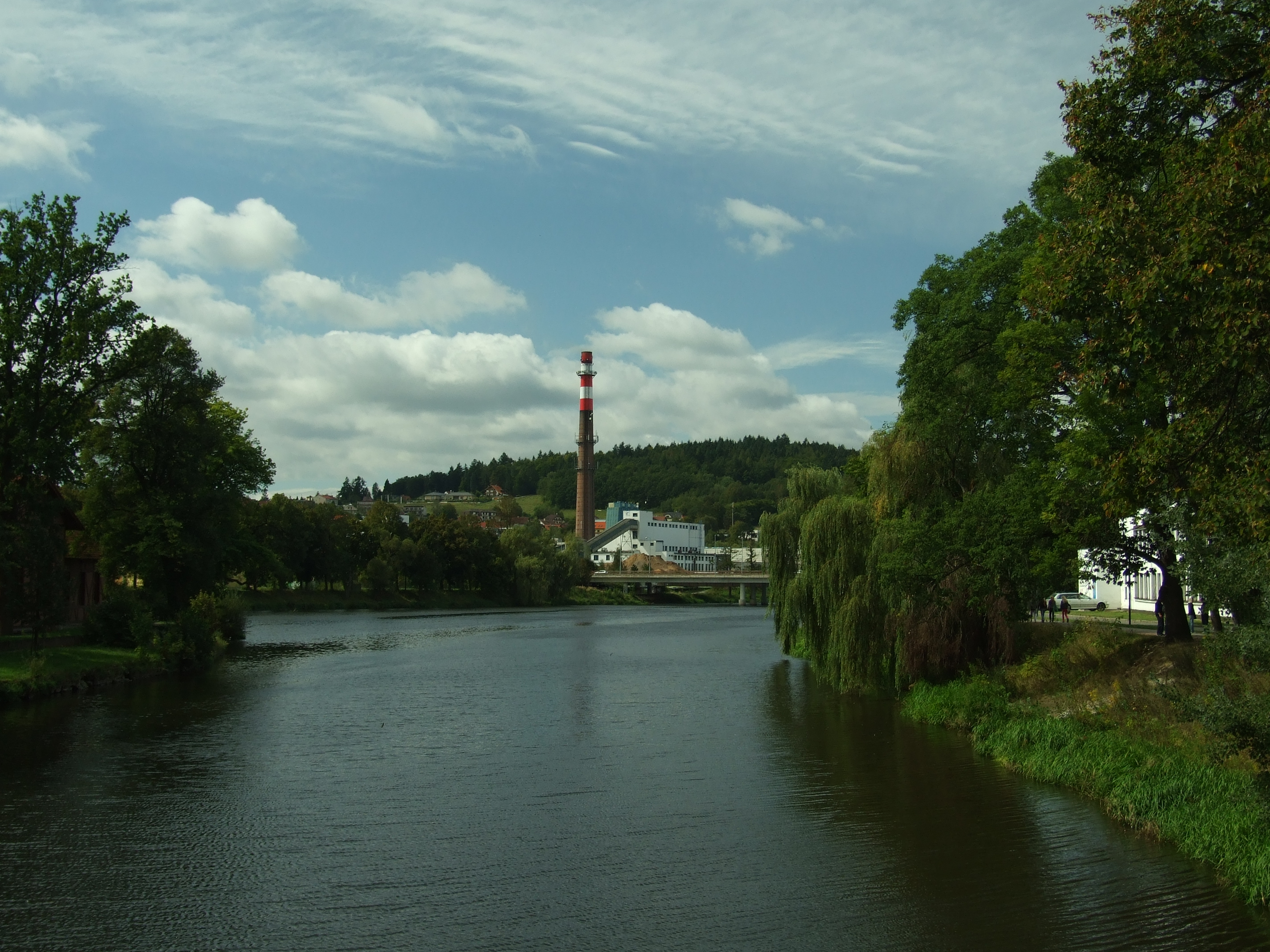
Jitex z centra města Písku (září 2009)
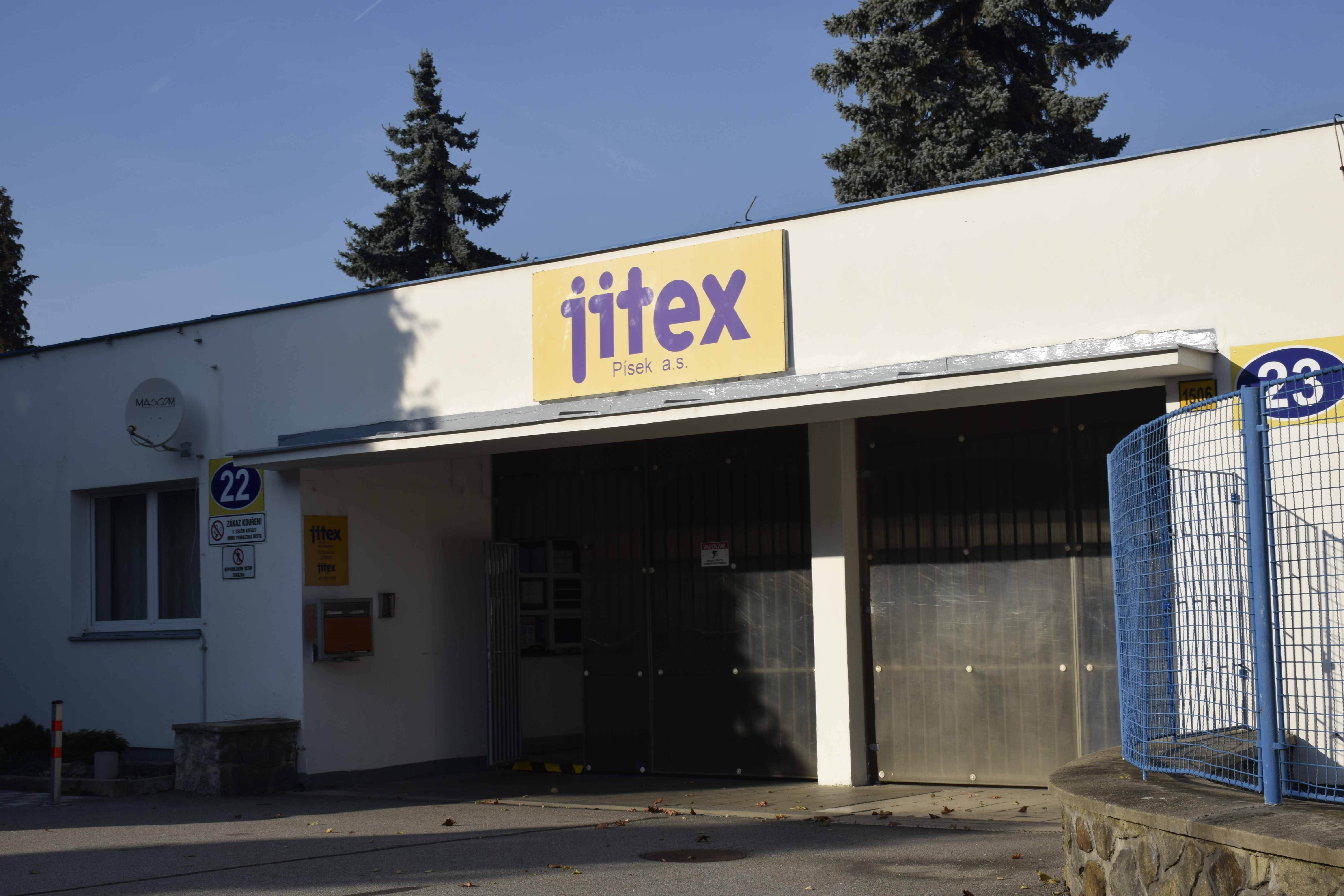
Vstup pro zaměstnance
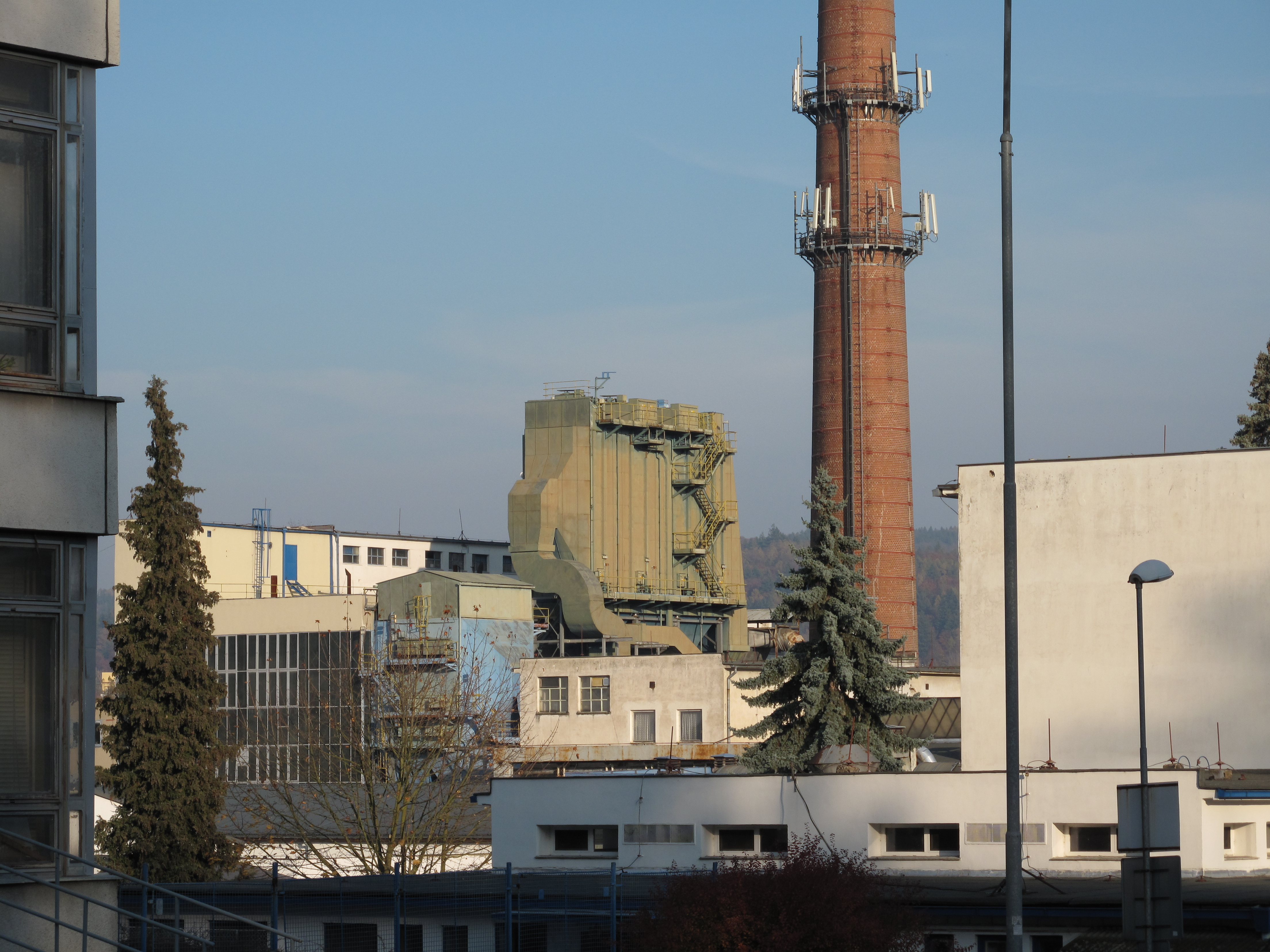
Pohled do areálu
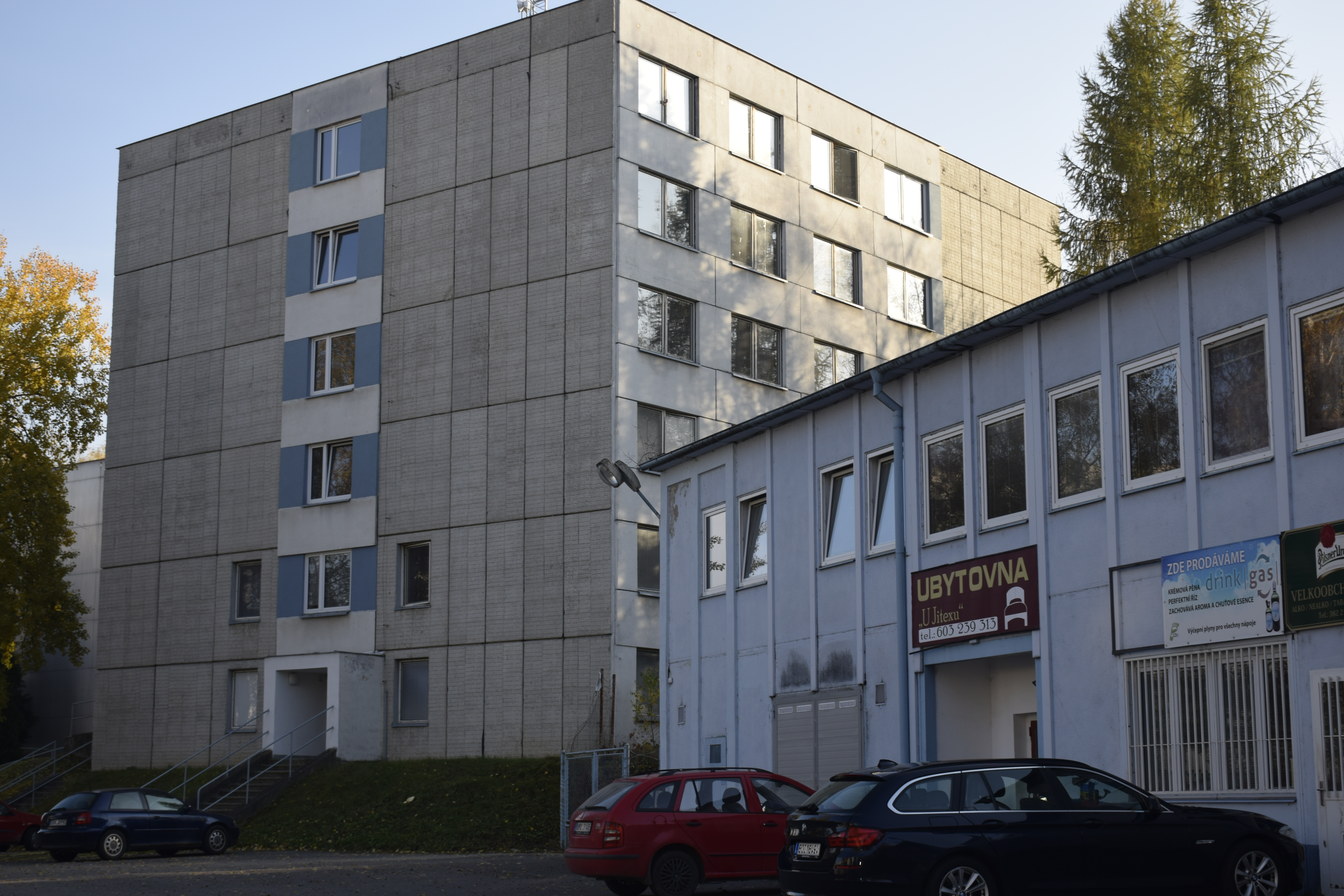
Bývalá úbytovna pro zahraniční dělnice